# Sara Arjun
Sara Arjun é uma atriz indiana que apareceu em filmes e comerciais. Nascida em Mumbai, na Índia, ela apareceu em uma série de comerciais e um pequeno filme em hindi antes dos seis anos de idade. Em 2010, ela assinou contrato para interpretar um papel principal em Deiva Thirumagal, filme de Tamil, de AL Vijay, retratando o papel de uma filha de seis anos cujo pai era um adulto com problemas mentais, com a maturidade de um menino de seis anos de idade. O filme abriu a aclamação crítica e comercial, com o desempenho de Sara recebendo elogios de críticos do cinema. Desde então, trabalhou em filmes de Tamil, Telugu, Malayalam e Hindi, obtendo críticas positivas por suas interpretações, particularmente por seu papel de de Vijay no filme Saivam, em 2014.

## Carreira
Sara tinha um ano e meio de idade quando filmou seu primeiro comercial depois que foi flagrada em um shopping com seus pais e, posteriormente, ela apareceu em uma centena de filmes publicitários para marcas como o McDonald's. Sara fez um comercial para o diretor Vijay quando ela tinha dois anos, mas ele perdeu o contato com a sua família, antes de conhecê-los e lançar Sara em seu filme de drama, Deiva Thirumagal, após uma visita a Mumbai. Seus pais ajudaram-na e ensinaram-na a aprender os diálogos do Tamil, pedindo a seu amigo tâmil, Maheswari, para ajudá-los. A equipe do filme comentou mais tarde que ela também havia aprendido os diálogos de Vikram no filme e tentou ajudá-lo durante as filmagens. Após o lançamento, o filme se tornou um sucesso crítico e comercial com a performance de Sara como Nila, sendo unanimemente elogiada pelos críticos de cinema. A crítica da Behindwoods.com alegou que é Sara "que rouba o show ao lado apenas de Vikram em sua aparência angelical e desempenho" e acrescentou que "há um olhar sereno sobre ela que merece elogios". Da mesma forma, outro crítico cita que "Sara como Nila quase rouba o show como a filha de Vikram", enquanto os críticos da CNN-IBN mencionaram que Sara é "charmosa personificada e ela cuida de seu papel de uma maneira incrível". Seu pai alegou que ela não se incomodou com a publicidade e uma vez em seu quarto de hotel, ela retornou à sua rotina diária de "pedir sua borracha, apontador e lápis de cor". Durante o período, ela também completou uma parte em Tomorrow, dirigida por Amjad Khan, em que seu pai também estrelou, mas o filme não teve um lançamento teatral.

## Vida pessoal
O pai de Sara, Raj Arjun, também é ator e já apareceu em vários filmes em hindi, incluindo Secret Superstar, Kaalo e o Deivathirumagal, de Vikram. Sua mãe, Sanya, é professora de dança e seus pais eram originalmente de Bhopal, mas, posteriormente, mudaram para Mumbai e lá estão desde 2000.

## Filmografia
| Ano  | Filme                  | Papel              | Linguagem | Notas                                           |
| ---- | ---------------------- | ------------------ | --------- | ----------------------------------------------- |
| 2011 | 404                    | Anirudh's daughter | Hindi     |                                                 |
| 2011 | Deiva Thirumagal       | Nila Krishna       | Tamil     | Prêmio Vijay Special Jury                       |
| 2013 | Ek Thi Daayan          | Misha Mathur       | Hindi     |                                                 |
| 2013 | Chithirayil Nilachoru  | Oviya              | Tamil     | Prêmio SIIMA para melhor criança-artista        |
| 2014 | Jai Ho                 | Schoolgirl         | Hindi     |                                                 |
| 2014 | Saivam                 | Thamizhselvi       | Tamil     | Prêmio Vijay para melhor criança-artista        |
| 2015 | Dagudumootha Dandakor  | Bangaram           | Telugu    |                                                 |
| 2015 | Jazbaa                 | Sanaya             | Hindi     |                                                 |
| 2016 | Ann Maria Kalippilaanu | Ann Maria          | Malayalam | 19º Prêmio asiático para melhor criança-artista |
| 2017 | Vizhithiru             |                    | Tamil     |                                                 |
| 2019 | Saand Ki Aankh         | Shefali Tomar      | Hindi     |                                                 |
| 2021 | Ajeeb Daastaans        | Samaira            | Hindi     |                                                 |